# Saint-Julien-du-Sault
Saint-Julien-du-Sault là một xã của Pháp,tọa lạc ở tỉnh Yonne trong vùng Bourgogne.
Người dân ở đây trong tiếng Pháp gọi là Saltusiens (từ không được dân địa phương sử dụng).

## Hành chính
| Danh sách các thị trưởng               |           |             |             |                             |
| Giai đoạn                              | Giai đoạn | Tên         | Đảng        | Tư cách                     |
| 1989-....                              |           | Guy Bourras | {{{Parti}}} | tổng ủy viên hội đồng Yonne |
| Tất cả các dữ liệu trước đây không rõ. |           |             |             |                             |

## Thông tin nhân khẩu
| Năm | 1962  | 1968  | 1975  | 1982  | 1990  | 1999  |
| --- | ----- | ----- | ----- | ----- | ----- | ----- |
| Dân số | 1 785 | 1 856 | 2 123 | 2 067 | 2 161 | 2 347 |
| From the year 1962 on: No double counting—residents of multiple communes (e.g. students and military personnel) are counted only once. |       |       |       |       |       |       |